# Водоставська Надія Володимирівна
Надія Марія Володимирівна Водоставська (псевдо: Уляна; 12 березня 1925, с. П'ядики, Коломийський район, Івано-Франківська область — 27 жовтня 1946, Кийданці, Коломийський район, Івано-Франківська область) — діячка ОУН та УПА. Лицарка Срібного хреста заслуги УПА.

## Життєпис
Народилась 12 березня 1925 року в учительській родині в с. П'ядики Коломийського повіту Станиславівського воєводства. Закінчила Коломийську гімназію. Вступила до ОУН. Друкарка Косівського повітового проводу ОУН (1944), референтка УЧХ Коломийського надрайонного проводу ОУН (1945), зв'язкова Коломийського окружного проводу ОУН (1945-10.1946).
Загинула під час сутички з чекістсько-військовою групою в с. Кийданці Печеніжинського району Станіславської області.

## Нагороди
- Згідно з Постановою УГВР від 23.08.1948 р. і Наказом Головного військового штабу УПА ч. 2/48 від 2.09.1948 р. зв'язкова Коломийського окружного проводу ОУН Надія Водоставська — «Уляна» нагороджена Срібним хрестом заслуги УПА.

## Вшанування пам'яті
- 5.12.2017 р. від імені Координаційної ради з вшанування пам'яті нагороджених Лицарів ОУН і УПА у м. Івано-Франківськ Срібний хрест заслуги УПА (№ 035) переданий Ларисі Стефанко, племінниці Надії Водоставської — «Уляни».